# ジョヴァンニ・パスコリ
ジョヴァンニ・プラチド・アゴスティーノ・パスコリ（Giovanni Placido Agostino Pascoli、1855年12月31日 - 1912年4月6日）は、イタリアの詩人、古典学者。

## 経歴
サン・マウロ・ディ・ロマーニャに生まれる。父はルッジェーロ・パスコリ、母はカテリーナ・ヴィンチェンツィ・アッロッカテッリ。生家は裕福で、10人兄弟の4番目として生まれた。父親はトルロニア家所有の農地の管理者であり、一家はその土地で代々暮らしていた。
1867年8月10日の夕刻、ルッジェーロ・パスコリは、黒と白のぶちの雌馬に引かせた馬車に乗って、チェゼーナの市場から自宅に戻る途中、車道の側溝に潜んでいた暗殺者によって射殺されてしまう。雌馬は、そのまま死体を乗せて家まで帰ってきた。殺人犯は捕まえられることはなかった。
ジョヴァンニ・パスコリは、妹と、そして二人の弟達と、悲しく不幸な子供時代を送った。父親は殺され、母親は早くに亡くなり、続いて経済的な凋落に見舞われたのである。父親の暗殺は、特に彼の最も有名な詩の一つ「La cavallina storna」にその影響を垣間見ることができる。パスコリの最初の詩集「Myricae」（1891）には、不幸な子供時代が影を落としている。
1871年、パスコリは6人の兄弟達とともにリミニに移る。ここで彼はアンドレア・コスタと友人となり、社会主義者達の示威行動に参加するようになる。これがパスコリの人生におけるもう一つの転機となった。パスコリは、ウンベルト1世を殺そうとした無政府主義者、ジョヴァンニ・パッサンナンテの逮捕に抗議した結果、ボローニャでごく短期間だが投獄されたのである。パスコリは、ボローニャでの社会主義者の集会に参加している時に、パッサンナンテへの頌歌を作ってはみたものの、すぐに破棄している。
パスコリはボローニャ大学で学び、彼の師でもありまた良き相談相手でもあったジョズエ・カルドゥッチと出会う。1882年に大学を卒業し、マテーラとマッサの高校で教鞭をとるようになる。妹であるイーダとマリアの住む部屋のすぐ隣に部屋を借り、独自な家族を新しく作ろうと試み、彼が言うところの「巣」を、彼自身と妹達のために作り上げようとした。パスコリは、ほぼ結婚することに決まっていたにもかかわらず、結局結婚はしなかったと考えられている。というのも、妹達との関係が成熟したものにならず、そしておそらく曖昧なままであったからである。
一方で、パスコリは、Vita nouva誌と提携し、自分の作品を発表し始めるようになる（最初にVita nouva誌から自作の詩を発表し、後にMyricaeに収められることになった）。1894年に、パスコリはローマに呼び出され、教育省で働くよう要請される。ここでパスコリは「Poemi conviviali」の初版を出版する。この後、彼はボローニャ、フィレンツェ、メッシーナといった都市に住むことになるが、心では常に、自分の出自である農村の風景と体験を忘れたことはなかったのである。
1895年、パスコリと妹のマリアは、トスカーナ州、バルガの近くの、カステルヴェッキオの一軒家に移る。この家は、パスコリが取った文学賞の賞金で購入したものだった。20世紀初期の社会的、そして政治的な騒擾は、イタリアの第一次世界大戦への参戦、またファシズムの到来という結果をもたらすが、そうした環境は、パスコリの抱える不安と厭世主義を一層強いものにしたのである。
1897年から1903年にかけて、彼はラテン語をメッシーナ大学で教えている。そしてピサに移っている。カルドゥッチが引退した際には、パスコリは彼の後をついでボローニャ大学のイタリア文学の教授となった。1912年、ボローニャで、アルコールの濫用からすでに悪化していた肝硬変が肝臓ガンとなり、これが原因でパスコリは他界した。56歳だった。無神論者だったため、カステルヴェッキオの自宅に隣接するチャペルに葬られた。そこには、彼の愛する妹マリアもまた、埋葬されることとなったのだった。

## パスコリの詩
初期のパスコリの詩は、単純なものに映る。特に家庭生活と自然に焦点を絞っていた。しかし、パスコリは、当初は実証主義と科学万能主義に傾倒していたにもかかわらず、人生とは神秘なるものだと信じていた。自然の中のつつましい物事の内に見出された象徴的関連性だけが、人間をして、一見ただの物事にしか見えない、その事物の背後にある真実の一端を垣間見させるのである。
パスコリの後期の詩でも同じ主題が扱われるが、しかしその際にはより実験的になっており、彼の持つ古典に関する知識が反映されたものとなっている。パスコリの後期の一連の詩は、彼に続くイタリア詩人達に極めて大きな影響を与え、彼らもまた、パスコリにとってのテーマであった「憂鬱さ・もの悲しさ」を自分達のテーマとして作品の中に採り入れたのである。パスコリはイタリア語、ラテン語の両方を使用した。また、英語詩の翻訳も行っている。パスコリの作った多数のラテン語の詩は、国際的な賞をいくつも受賞している。
1897年には、パスコリは、自分の詩の（形式の）立場について、詳細な定義を発表している。それは、「子供の詩論」とパスコリが呼ぶものであり、それは即ちシュリ・プリュドムとハルトマン・フォン・アウエの影響を感じさせるものであった。パスコリによると、詩とは、子供がそうであるように、自分を取り巻く世界に絶え間なく驚きを見出す能力のことであり、その次に、年老いた者が持つ表現能力と結びついたものなのである。古典主義とロマン主義のどちらをも拒絶して、パスコリは、自己分析と自己中心的なものの見方のどちらを放棄することにも反対し、詩歌を通じて詩人が自分自身にもたらす「半分ほど分別を失った心地良さ」を支持するのである。
パスコリの詩には、たとえ直接的な影響をはっきりと示すことができなくとも、ヨーロッパ的象徴主義との興味深い類似性を見出すことができる。類推と共感覚の幅広い使用、非常に微妙な音楽性、外国語も自国語に固有の言葉も、そして擬音語も自由に用いる言葉遣い、これらは、現代詩の言語を確立したいという文学的探求の大きな兆しなのである。
パスコリの作品の一部は、ローレンス・ヴェヌティ（ヴェヌーティ）によって英語に翻訳されている。ヴェヌティはこの功績により、2007年に古典文学におけるグッゲンハイム・フェローシップを授与されている。2010年には、レッド・ヘン・プレス社がパスコリの作品の英訳を初めて出版し、そのタイトルは「最後の船旅：ジョヴァンニ・パスコリ詩集」とされた。パスコリは、散文随筆家でもあり、またダンテ研究でも知られている。

## 作品
- Myricae (1891)

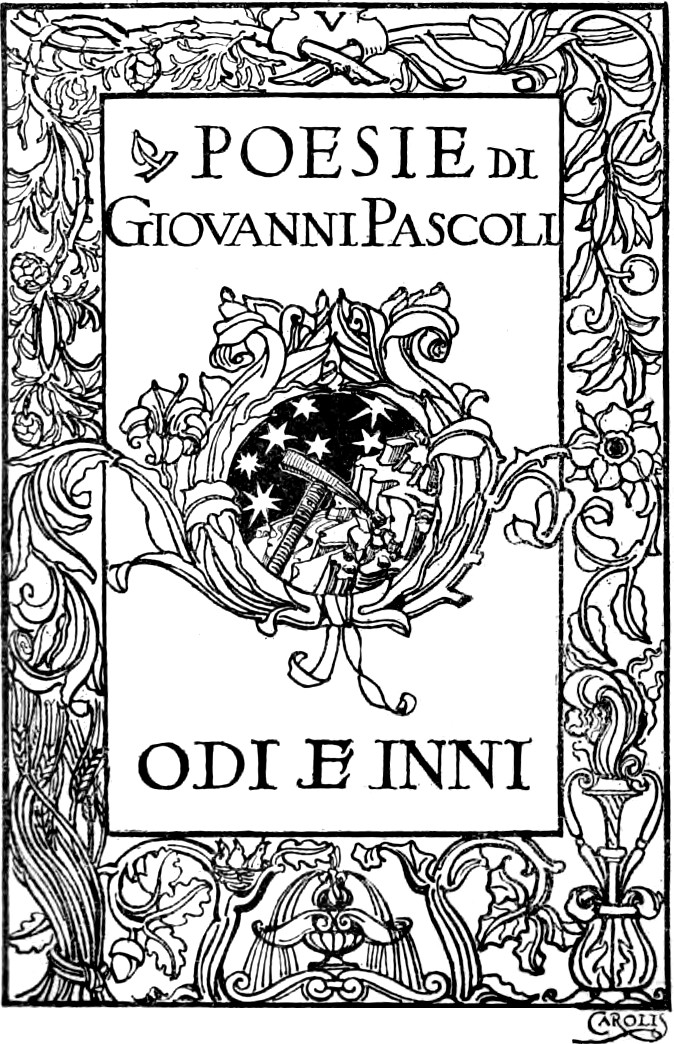
Italian poetry book: Odi e inni, 1906

- Il fanciullino (1897)
- Canti di Castelvecchio (1903)
- Primi poemetti (1904)
- Poemi conviviali (1904)
- Odi e inni (1906)
- Canti di Castelvecchio (Final edition, 1906)
- Nuovi poemetti (1909)
- Poemi del Risorgimento (1913)